# James J. Bulger
Pour les articles homonymes, voir James Bulger et Bulger.
James Joseph « Whitey » Bulger, né le 3 septembre 1929 à Dorchester (Massachusetts) et mort le 30 octobre 2018 dans la prison fédérale de Bruceton Mills (Virginie-Occidentale), est un ancien fugitif Irlando-américain, chef présumé du Winter Hill Gang, une branche de la Mafia irlandaise basée à Boston (Massachusetts). 
Le 19 août 1999, James J. Bulger a été ajouté à la liste des dix fugitifs les plus recherchés du FBI ; il était recherché pour vol, meurtre, association de malfaiteurs en vue de commettre un meurtre, extorsion, et trafic de stupéfiants. Il est arrêté dans son appartement de Santa Monica en Californie avec sa compagne, Catherine Greig, le 22 juin 2011. Il avait 81 ans le jour de son arrestation et semblait alors en mauvaise santé,,. Il est décédé le 30 octobre 2018 en prison, battu à mort par des codétenus.

## Biographie

### Jeunesse
Son père, James Joseph Bulger Senior venait de Harbour Grace, à Terre-Neuve au Canada. Installé à Boston, il y rencontre et épouse une immigrée irlandaise, Jane Veronica McCarthy, surnommée Jean. Leur premier enfant, James Junior est né en 1929.
James Bulger Senior était ouvrier et docker occasionnel. Il perdit son bras à la suite d'un accident de travail dans les années 1920. James Bulger Junior et ses frères et sœurs ont donc grandi dans la pauvreté. La famille s'installe en 1938 dans la résidence ouvrière Mary Ellen McCormack Housing Project (aujourd'hui Old Harbor Housing Project), dans le quartier pauvre de South Boston. Ses frères William Michael et John P. Bulger réussirent à l'école ; James Bulger Junior délaissa rapidement le système scolaire pour entrer dans la petite délinquance.
Il est arrêté une première fois en 1943 à l'âge de 14 ans pour vol. D'autres arrestations suivent, pour coups et blessures puis pour vol à main armée. À cette époque, il est associé à un gang de rue irlandais composé de mineurs, connu sous le nom de Shamrocks (les trèfles, pour le symbole national irlandais). À la suite de ces arrestations, James J. Bulger fut envoyé en 1943 dans une maison de redressement pour mineurs. Il y est détenu jusqu'en 1948.
Peu de temps après sa sortie, en avril 1948, il s'engage dans l'US Air Force. Après avoir effectué ses classes, il est affecté à la Smoky Hill Air Force Base, à Salina, dans le Kansas, puis plus tard dans l'Idaho. En 1950, il est arrêté pour désertion. Le 16 août 1952, son contrat dans l'armée se termine. Il reçoit à cette occasion une mention pour services honorables (ce qui signifie qu'il n'a pas quitté l'armée à cause de problèmes de conduite). Rendu à la vie civile, il retourne dans le Massachusetts.

### Carrière criminelle
De retour à Boston, James J. Bulger reprend rapidement ses activités criminelles. En 1952, il est impliqué dans le braquage d'un camion chargé d'alcool, mais n'est finalement pas inculpé. En 1955, il rejoint une bande qui braque une série de banques dans le Rhode Island et l'Indiana. En janvier 1956, un mandat fédéral est délivré pour son arrestation. Bulger est arrêté en mars 1956 et condamné à 25 ans de prison en juin de cette année-là,.

#### En prison

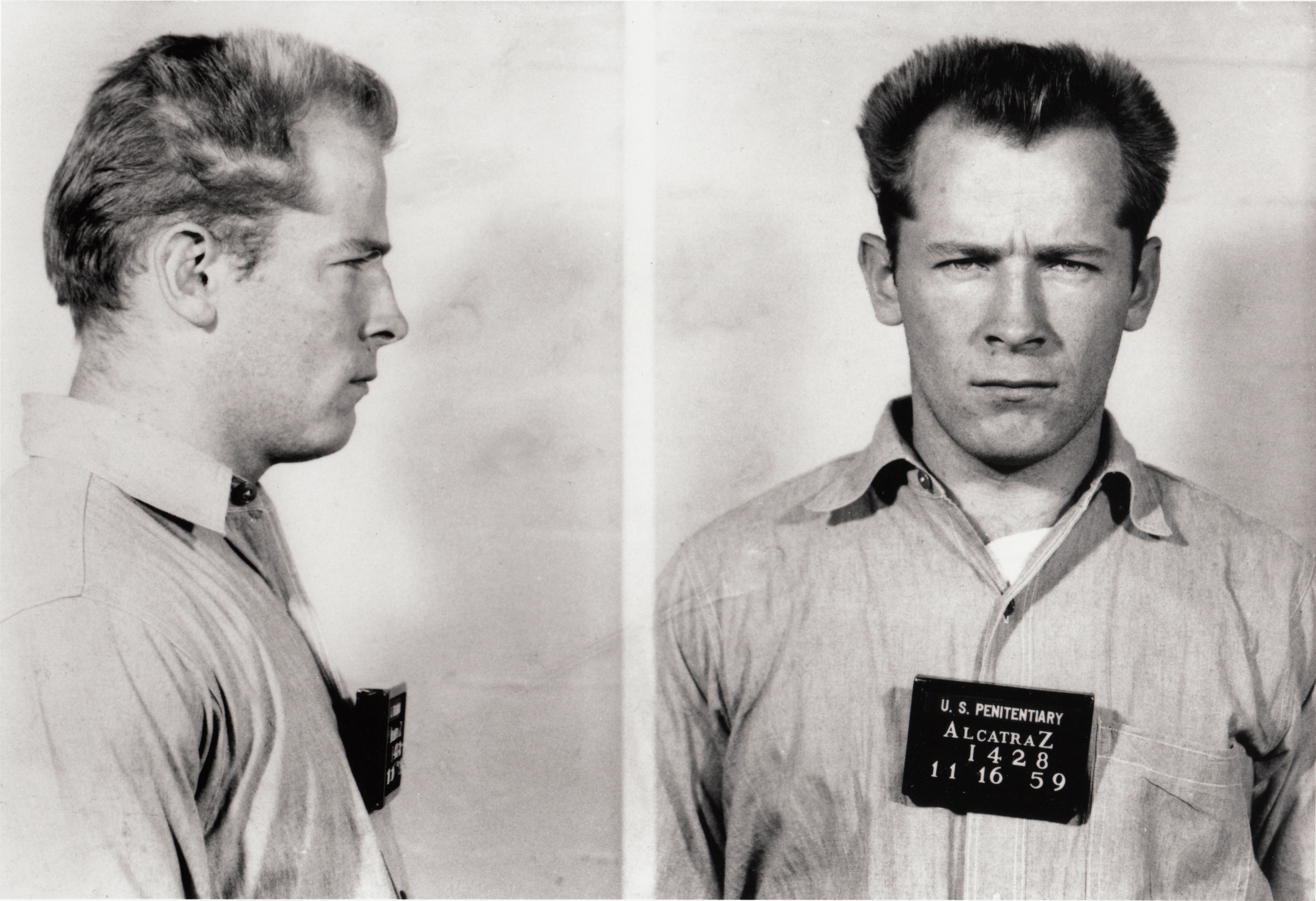
Photos de James J. Bulger à Alcatraz en 1959.

James J. Bulger a d'abord été incarcéré au pénitencier fédéral d'Atlanta (1956-1959). Là, selon Kevin Weeks, son futur bras droit, il fut impliqué volontairement dans le programme MKULTRA, dirigé par le chimiste Sidney Gottlieb, avec en échange la promesse d'obtenir une réduction de peine. Le but de ce programme était de tester différentes drogues sur des cobayes, afin de mettre au point un sérum de vérité permettant d'obtenir tous les renseignements voulus lors d'interrogatoires. Pendant dix-huit mois, James J. Bulger et dix-huit autres détenus, qui s'étaient portés volontaires pour diminuer leurs peines, ont été drogués au LSD et autres substances. À la suite de ces expériences, il aurait souffert d'insomnie et de cauchemars fréquents. Dans un journal intime retrouvé dans un coffre-fort qui lui appartenait, en Floride, il décrit cet épisode de sa vie comme « cauchemardesque » et affirma que cela l'avait mené « au bord de la folie ».
À la suite d'une tentative d'évasion de codétenus, qu'il aida en leur fournissant des outils provenant de l'atelier de la prison, dans lequel il travaillait, il fut transféré d'Atlanta à l'Alcatraz le 2 novembre 1959. En novembre 1962, lors de la fermeture d'Alcatraz, il est transféré au pénitencier fédéral de Leavenworth (1962-1963), et l'année suivante à Lewisburg (1963-1965). Il est libéré après avoir purgé neuf ans de prison, bénéficiant d'une réduction de peine pour bonne conduite et pour avoir participé volontairement au programme MKULTRA. À sa sortie, une fois passées les deux années de sa liberté conditionnelle, il se reconstitua rapidement un véritable réseau criminel.

#### Le gang «Killeen»
Après sa libération, les conditions de sa liberté conditionnelle lui imposant de tenir un emploi, Bulger travaille comme concierge à la Cour de Justice de Boston. Il quitte rapidement ce poste pour aller travailler sur des chantiers de construction. Mais dès 1967, il se lance dans les activités de bookmaker et de prêteur, opérant pour le compte de Donald Killeen, qui dirige avec son frère le groupe mafieux dominant de South Boston, appelé le gang Killeen. À cette époque, son mentor est un autre membre du gang, William S. O'Sullivan, appelé Billy O'Sullivan. Une guerre des gangs débute en 1971 entre le gang Killeen et le gang Mullen, conduisant à une série de meurtres à travers Boston et sa banlieue environnante. C'est à cette occasion que, selon Kevin Weeks, Bulger commet son premier meurtre, en 1971 : il abat Donald McGonagle, le frère du gangster Paulie McGonagle avec lequel Bulger l'a confondu. Ce meurtre entraînera l'assassinat de Billy O'Sullivan en représailles par le gang Mullen. Le 13 mai 1972, Donald Killeen est abattu à son tour, mettant fin au conflit.

#### Le gang «Winter Hill»

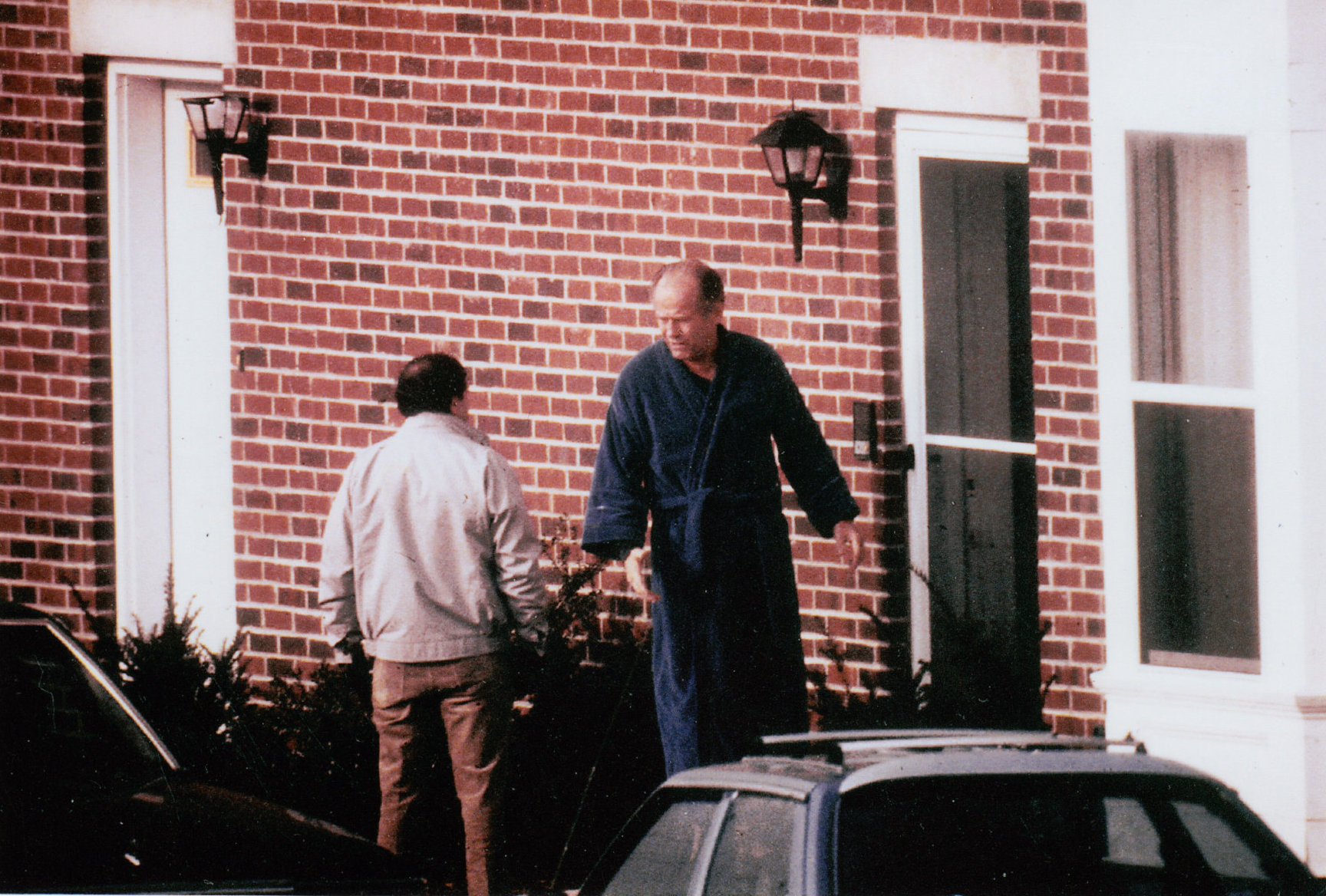
Photographie prise dans les années 1980 par la police, montrant le chef du gang Winter Hill, James Bulger (à droite) et son lieutenant Stephen Flemmi.

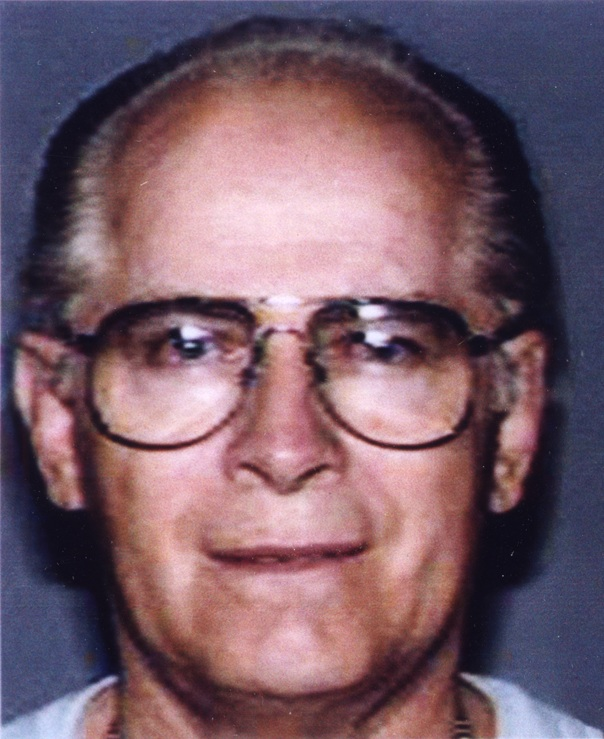
James J. Bulger en 1994, peu de temps avant sa cavale.

Un accord est trouvé entre le gang Mullen et les survivants du gang Killeen, menés par James J. Bulger, sous la médiation de Howie Winter, leader du gang Winter Hill, basé à Somerville. À partir de ce moment le gang Winter Hill prend le contrôle du crime organisé irlandais de Boston, surnommée « Bean Town » (« la ville des fèves »). Leurs concurrents directs sont les membres de la famille mafieuse Patriarca.
Après la fin de cette guerre entre gangs de South Boston, Bulger commence à utiliser son influence pour supprimer toute opposition en interne. Pour cela, il persuade Howie Winter d'autoriser les exécutions d'autres gangsters (Spike O'Toole, Paulie McGonagle, et Tommy King), issus de l'ancien gang Mullen, pour divers prétextes. Il assoit ainsi sa place au sein du gang. En 1975, il est approché par un ami d'enfance devenu policier, John Connolly, et commence par son intermédiaire à collaborer avec le FBI, servant d'informateur pour faire tomber les gangs rivaux. Mais surtout, il profite de ce lien privilégié pour échapper aux enquêtes policières et aux poursuites judiciaires. À l'arrestation de « Howie » en 1979 pour le trucage d'un pari sur les courses hippiques, Bulger, pas inquiété bien qu'ayant trempé dans ce commerce illicite, prend le contrôle du gang. Bulger a joué un rôle important dans la victoire du gang « Winter Hill » sur ses rivaux, et dans l'élévation du taux de la criminalité dans les quartiers irlando-américains de Boston. Il devient le caïd le plus redouté de Boston. Il est soupçonné d'avoir eu une implication directe dans l'assassinat d'Eddie Connors et Buddy Leonard en novembre 1975 et aurait tué au total 19 personnes. Ses activités comprennent alors le racket des bookmakers et braqueurs, mais également de commerçants, ainsi que du trafic de drogue. Il consolide ainsi son réseau criminel sans subir une seule arrestation, bien qu'il soit mis sur écoute et surveillé par la DEA. En 1990, une opération anti-drogue réussit néanmoins à démanteler l'équipe de trafiquants de drogue du gang Winter Hill, menée par John « Red » Shea, âgé alors de 25 ans. Celui-ci est condamné à 12 ans de prison ferme, mais malgré les pressions des enquêteurs, ne donnera aucune information incriminant « Whitey » Bulger ou ses bras droits, Stephen Flemmi et Kevin Weeks.
Remarquant que lorsque la direction de Boston du FBI est impliquée, les enquêtes sur Bulger n'aboutissent jamais, la DEA décide en 1994 d'opérer un vaste coup de filet contre le gang Winter Hill sans prévenir les autres services de police. En décembre 1994, alors qu'il est sur le point d'être arrêté par la DEA, il parvient néanmoins à en être informé par Michael Flemmi, un policier de Boston frère de son bras droit Stephen Flemmi. En vacances en Louisiane à ce moment-là, il décide alors de prendre la fuite et ne rentre pas à Boston. Il continue néanmoins à diriger le gang à distance, par le biais de Kevin Weeks qui agit dès lors comme chef par intérim. Stephen Flemmi sera en revanche rapidement arrêté, et l'enquête de la DEA mènera également à l'arrestation de l'autre dirigeant du gang, Kevin Weeks, en 1996. John Connolly, qui avait donné une quasi-immunité à Bulger pendant toute la période de leur collaboration, à la retraite au moment de ces arrestations, sera finalement condamné à 40 ans de prison en 2002 pour sa complicité avec ces malfaiteurs.

### Cavale et arrestation

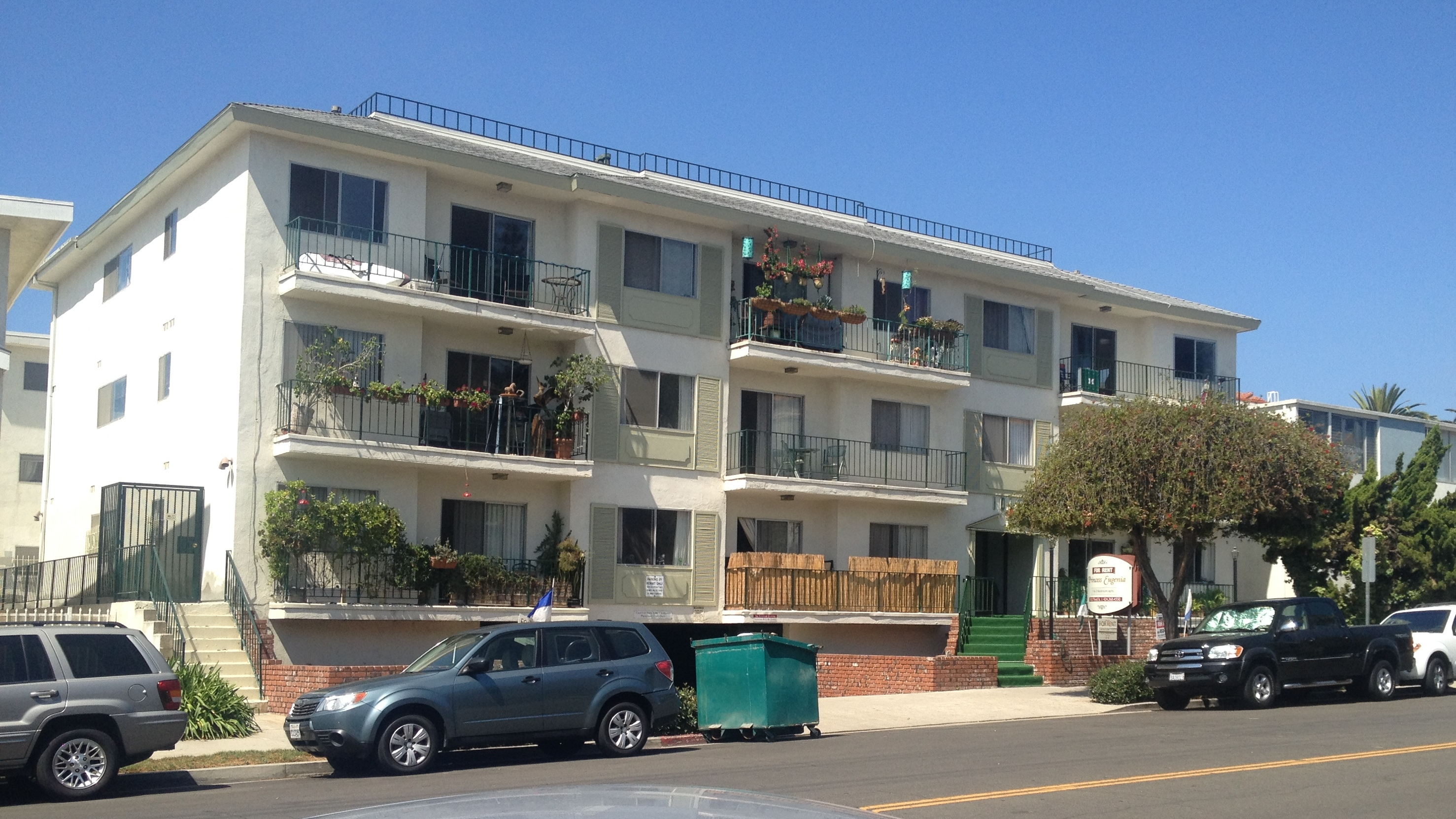
L'appartement de James J. Bulger à Santa Monica où il vécut comme fugitif pendant au moins 15 ans.

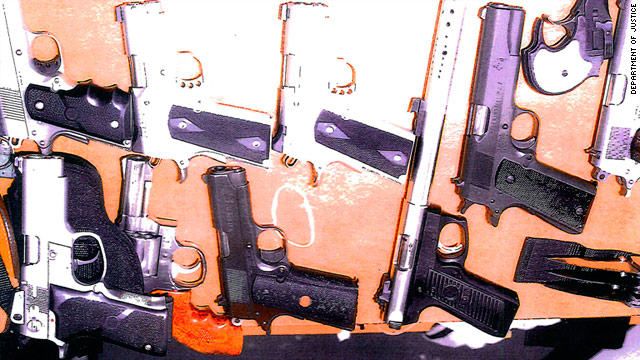
Certaines des armes à feu découvertes dans l'appartement de James J. Bulger.

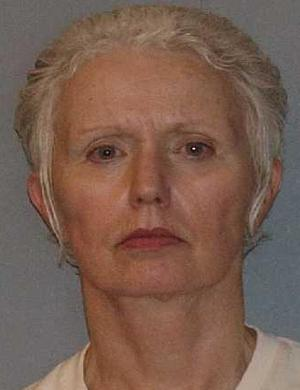
Sa compagne durant ses années de cavale, Catherine Greig (2011).

Pendant seize ans, James J. Bulger échappera aux agents lancés à ses trousses. Les enquêteurs retraceront son parcours en Louisiane au début de sa cavale, puis perdront sa piste, malgré la saisie de plusieurs de ses coffres-forts, ouverts en Floride et à Montréal sous une identité d'emprunt, et les nombreux appels à témoins diffusés par le FBI, promettant la plus haute récompense jamais offerte pour des informations concernant un criminel de droit commun (1 000 000 $ au début, puis 2 000 000 $ dès 1999). Au début de sa cavale, il s'installe temporairement en Louisiane avec sa compagne de longue date, Teresa Stanley, visitant en 1995 avec elle Alcatraz, où il fut détenu. Mais Stanley se fatigue de cette nouvelle vie qui s'annonce, poussant Bulger à la ramener à Boston. Il y récupère une maîtresse de longue date, Catherine Greig, qui vivra à ses côtés tout le reste de sa cavale (sa tête est dès lors également mise à prix, en l'occurrence pour 100 000 $).
Le 22 juin 2011, Bulger est arrêté dans un appartement situé dans une résidence de Santa Monica en Californie, en compagnie de Catherine Greig. Reconnus par l'ancienne Miss Islande et actrice Anna Bjornsdottir, alors en vacances à Santa Monica, Catherine Greig et lui vivaient sous les identités de Charles et Carol Gasko. Selon le Boston Herald, le FBI a trouvé un magot de 822 000 $ en liquide, cachés dans un mur de leur logement, et 30 armes à feu dans le deux-pièces qu'ils occupaient.
Le 14 novembre 2013, le jury composé de huit hommes et quatre femmes le reconnait coupable de 11 meurtres, mais il conclut également que le gouvernement n'avait pas prouvé ses accusations contre lui pour 7 autres meurtres, et dans une autre accusation de meurtre, il ne fait aucune conclusion, ce qui a produit des remous à l'intérieur de la salle d'audience par les proches des personnes assassinées, il est condamné par le tribunal de Boston à deux perpétuités, et à verser 19,5 millions de dollars de dédommagement à ses victimes,,,.

### Décès
James J. Bulger est transféré du Federal Transfer Center à Oklahoma City à l'United States Penitentiary à Hazelton (en) en Virginie-Occidentale, où il arrive le 29 octobre 2018. Le 30 octobre à 8 h 20, James J. Bulger, âgé de 89 ans, est retrouvé inanimé dans la prison. Selon The Boston Globe et plus tard confirmé par les autorités pénitentiaires, il était dans un fauteuil roulant lorsqu'il fut amené hors du champ de vision des caméras de surveillance et battu à mort par au moins deux détenus armés de surins et de chaussettes contenant un cadenas. C'est le troisième homicide dans cet établissement pénitentiaire sur une période de 7 mois. Sont soupçonnés Paul J. DeCologero et Fotios "Freddy" Geas (en), un tueur d'une famille mafieuse basée à Springfield (Massachusetts), c'est le principal suspect dans l'assassinat de James J. Bulger. Ce dernier ne conteste pas les faits dont il est accusé. Fotios "Freddy" Geas et son frère ont été condamnés à la prison à vie en 2011 pour leurs implications dans plusieurs assassinats, notamment celui d'Adolfo "Big Al" Bruno, un chef de la famille Genovese abattu en 2003 à Springfield dans le Massachusetts,,,.
James J. Bulger est inhumé au cimetière Saint Joseph de West Roxbury dans le comté de Sufflok (Massachusetts).

### Famille
James J. Bulger est le frère aîné de William M. Bulger (en), ancien président du Sénat du Massachusetts et de l'université du Massachusetts. En 2003, ce dernier fut auditionné par une commission d'enquête fédérale : face aux membres de la commission, le sénateur perd pied et s'avère incapable d'expliquer ce qu'il savait exactement des activités de son frère, à la suite de quoi il se retire de la vie politique,.

## Dans la culture populaire
Le personnage a partiellement inspiré Martin Scorsese pour son film Les Infiltrés, qui l'utilisa pour construire le personnage du chef de gang irlandais Frank Costello, interprété par Jack Nicholson,.
En 2015, Johnny Depp interprète le personnage de Jimmy Bulger dans le film Strictly Criminal (Black Mass en version originale), avec notamment Dakota Johnson dans le rôle de son ancienne compagne Lindsey Cyr, avec laquelle il a eu un enfant décédé en bas âge, Douglas Cyr.
Il a inspiré la création du personnage de Raymond Reddington dans la série américaine The Blacklist,.

## Pour en savoir plus